# Cantone di Saint-Christophe-en-Bazelle
Il Cantone di Saint-Christophe-en-Bazelle era una divisione amministrativa dell'arrondissement di Issoudun.
A seguito della riforma approvata con decreto del 18 febbraio 2014, che ha avuto attuazione dopo le elezioni dipartimentali del 2015, è stato soppresso.

## Composizione
Comprendeva i comuni di:
- Anjouin
- Bagneux
- Chabris
- Dun-le-Poëlier
- Menetou-sur-Nahon
- Orville
- Parpeçay
- Poulaines
- Saint-Christophe-en-Bazelle
- Sainte-Cécile
- Sembleçay
- Varennes-sur-Fouzon